# Лемкуль, Фёдор Викторович
Фёдор Викторович Лемкуль (1914—1995) — советский художник-иллюстратор детских книг, коллекционер. Заслуженный художник РСФСР (1966). 

## Биография
Родился в 1914 году. Его отец имел немецкие корни, а мать — английские.
В ранней юности Лемкуль начал рисовать. Первоначальное художественное образование получил в Московском государственном полиграфическом техникуме, где учился с будущим знаменитым мультипликатором — Фёдором Хитруком. Своим учителем Лемкуль считал советского графика П. А. Алякринского, который много дал молодому художнику.
В 1938 году, после окончания техникума — начал работать в различных московских издательствах и детских журналах, а когда началась Великая Отечественная война — пошёл на фронт.
После войны вернулся к своей профессии, всецело посвятив себя работе детского книжного графика, проиллюстрировавшего за свою жизнь более 130 изданий. Долгое время возглавлял секцию графики в МОСХ.
Умер 17 июня 1995 года в Москве. Похоронен на Введенском кладбище, где покоится весь род Лемкулей с середины XIX века (3 уч.).

## Семья и личная жизнь

### Семья
До войны женился на Екатерине Петровне Шумской, дочери коллекционера живописи и фарфора Петра Андреевича Шумского и внучке Ивана Чарушина, которая окончила театроведческий факультет ГИТИСа, где училась у известного искусствоведа Н. М. Тарабукина. Детей у них не было.
Ровно через год после смерти Фёдора Викторовича ушла из жизни и его супруга Екатерина Петровна, завещав часть оставшихся у неё в доме вещей Государственной Третьяковской галерее, а коллекцию стекла Музею личных коллекций ГМИИ имени А. С. Пушкина.

### Коллекционирование
У супругов Лемкуль сложилось обоюдное желание собирать предметы старины. Основу коллекции стекла Лемкулей положил небольшой бокал, относящийся к середине XVIII века, на основании ножки которого имеется надпись «ПРИДВОРНАЯ». Его супруги Лемкуль приобрели в антикварном магазине на Невском проспекте в Ленинграде.
Как люди общительные, супруги Лемкуль достаточно близко были связаны с коллегами по собирательству — художником Я. Н. Манухиным, с коллекционерами И. М. Эзрахом и В. С. Кабушкиным, с семьей В. Е. Магидса и другими. Так Лемкули стали известны и в кругу музейных специалистов.
У супругов Лемкуль не было детей, собрание художественного стекла было главным их детищем и смыслом жизни. Они считали, что собранная ими коллекция будет продолжением их существования после смерти. В начале 1990-х годов Фёдор Викторович тяжело заболел, и Екатерина Петровна пришла к директору ГМИИ им. А. С. Пушкина — Ирине Александровне Антоновой с предложением купить несколько вещей. С этого времени началось активное сотрудничество Лемкулей с музеем, заинтересовавшимся их собранием. Таким образом у супругов сложилось желание передать коллекцию в дар музею.